# Pelodiaetus
Pelodiaetus – rodzaj chrząszczy z rodziny biegaczowatych i podrodziny Trechinae.

## Taksonomia
Rodzaj został opisany w 1937 roku przez René Jeannela. Gatunkiem typowym został Pelodiaetus sulcatipennis.

## Opis
Grzbietowa część ciała w większości owłosiona. Pokrywy z podłużną, skośną bruzdą (sulcus). Przedplecze bez dodatkowego guzka w pobliżu tylno-bocznych kątów. Przedostatni człon głaszczków szczękowych jajowaty.

## Występowanie
Wszystkie gatunki są endemitami Nowej Zelandii.

## Systematyka
- Pelodiaetus lewisi Jeannel, 1937
- Pelodiaetus sulcatipennis Jeannel, 1937